# 胸を広げる (クルアーン)
『胸を広げる』とは、クルアーンにおける第94番目の章（スーラ）。8の節（アーヤ）から成る。マッカ啓示に分類される。

## 内容
冒頭の「われは，あなたの胸を広げなかったか。」に因んでこの題名が採られている。
アッラーフの救いについて述べられる。